# São Vicente e Granadinas nos Jogos Pan-Americanos de 2007
São Vicente e Granadinas competiu nos Jogos Pan-Americanos de 2007 no Rio de Janeiro, no Brasil.